# 青岛师范专科学校
青岛师范专科学校是青岛市唯一的一所普通高等师范学校。其前身是1958年青岛教师进修学校开办的青岛师专。1993年5月，与原青岛大学、山东纺织工学院、青岛医学院合并组建而成新青岛大学。

## 办校历史
1959年山东省高教局正式批准青岛师专筹建计划，次年开始参加全国统一招生，1961年在国民经济调整中撤销。1970年该校再次开办，但仅存半年。1981年经青岛市政府批准，青岛师范专科学校在青岛教师进修学院大专班的基础上重建。1984年6月5日，山东省人民政府正式批准建立青岛师范专科学校，其主管部门是青岛市人民政府。校址在青岛广饶路。青岛师范专科学校担负着为青岛市培养中学师资的任务，1987年设中文、政治、历史、英语、数学、物理、化学、地理、音乐等系科和专业，在校学生982人。学校已建立了力学、光学、电子学、有机化学、无机化学实验室和英语语音、微电脑室。学校图书馆藏书达到12万册。为适应教育事业发展的形势，学校在管理体制、教学、科研等方面进行了大胆的改革，使学术交流日益活跃，教学、科研不断出新新成果。《青岛师专学报》(哲学社会科学版)被列为中国现代文学档案馆珍藏学报之一。一些教师的科研成果分别获得省、市的奖励。1987年有教职工363人，其中专任教师151人。教师中有副教授26人，讲师72人，助教49人。1984年省、市政府决定扩建青岛师专，新校址在青岛浮山脚下的高教区内，占地188.19亩。1986年10月动土兴建。1993年5月，山东省政府发文，与原青岛大学、山东纺织工学院、青岛医学院合并组建而成新青岛大学。

## 相關参见
- 青岛大学